# Muza
Muze (starogrško Μοῦσαι) so bile v grški mitologii boginje umetnosti in znanosti. Bilo jih je devet, njihov vodja pa je bil Apolon. 
Po Heziodovi Teogoniji so bile Muze hčere Zevsa, kralja bogov, in Mnemozine, boginje spomina. Alkman in Mimnermos po drugi strani menita, da so še bolj prvinske in so hčere Urana in Gaje.

## Seznam muz
- Erato: muza ljubezenske poezije
- Evterpa: muza glasbe, pozneje lirske poezije
- Kaliopa: muza epike, retorike
- Klio: muza zgodovine
- Melpomena: muza tragedije
- Polihimnija: muza resne glasbe, himn
- Talija: muza komedije
- Terpsihora: muza plesa
- Uranija: muza zvezdoslovja (astronomije)